# Il miracolo (Messori)
Il miracolo è un saggio dello scrittore e giornalista italiano Vittorio Messori.
Tratta di un miracolo che, secondo la tradizione cattolica, sarebbe avvenuto nella Spagna del XVII secolo, la cui veridicità secondo la tesi dell'autore sarebbe testimoniata dai numerosi documenti d'epoca citati: a un giovane contadino, Miguel Juan Pellicer, sarebbe ricomparsa la gamba che gli era stata amputata due anni e mezzo prima.
Sul tema, in precedenza era stato pubblicato in Francia da André Deroo L'homme à la jambe coupée (1960), poi tradotto.

## Contenuto
Alla fine di luglio del 1637 Miguel Juan Pellicer, ventenne nativo di Calanda in Aragona, si trova a Castellón, a circa 60 km da Valencia, dove lavora come contadino presso un suo zio. Mentre conduce un carro agricolo, cavalcando uno dei due muli che lo trainano, cade, probabilmente per un colpo di sonno, e la ruota del carro gli passa sulla gamba destra fratturandogli la tibia.
Dopo aver ricevuto le prime cure a Castellón, il 3 agosto è ricoverato all'ospedale di Valencia, dove rimane per cinque giorni; quindi decide di recarsi a Saragozza per farsi curare nell'ospedale dedicato alla Madonna del Pilar, alla quale è molto devoto. Il viaggio, lungo trecento chilometri, dura ben cinquanta giorni; al suo arrivo i medici constatano che la gamba è ormai in avanzato stato di gangrena e non resta altro da fare che amputarla. Alla metà di ottobre due maestri chirurghi, Juan de Estanga e Diego Millaruelo, eseguono l'intervento: la gamba viene tagliata quattro dita sotto il ginocchio e sepolta, secondo l'usanza del tempo, in un apposito settore del cimitero dell'ospedale. Il moncone viene cauterizzato a fuoco.
Miguel Juan Pellicer rimane ricoverato per alcuni mesi, finché nella primavera del 1638 viene provvisto di gamba di legno e stampelle e dimesso. Per i due anni successivi si mantiene mendicando, provvisto di regolare permesso, presso il santuario del Pilar: durante questo periodo certamente lo vedono regolarmente un gran numero di cittadini di Saragozza. Periodicamente ritorna all'ospedale per farsi controllare e medicare dal dottor Estanga. Ogni sera chiede agli inservienti del santuario un po' dell'olio che arde nelle lampade sacre, e lo usa per ungere il moncone della gamba, nella convinzione di attirare così su di sé l'aiuto della Vergine.
Nei primi mesi del 1640 Pellicer, ora ventitreenne, decide di ritornare a Calanda presso i genitori, e dopo un viaggio di circa una settimana vi giunge nella seconda settimana di Quaresima (tra il 4 e l'11 marzo). Non potendo aiutare nel lavoro dei campi, riprende il "mestiere" di mendicante girando ogni giorno per i paesi circonvicini a cavallo di un asino: molte altre persone così possono constatare la sua mutilazione.
La sera del 29 marzo, alle dieci circa, Pellicer va a dormire: poiché il suo letto è occupato da un soldato di una guarnigione che quella notte sosta a Calanda, si corica su un giaciglio provvisorio allestito nella stanza dei suoi genitori. Tra le dieci e mezzo e le undici, sua madre entra nella stanza e vede due piedi spuntare dal mantello. Inizialmente pensa che il soldato e Miguel Juan si siano scambiati di posto, e chiama suo marito per chiarire il malinteso. Ma, scostando il mantello, i due coniugi esterrefatti constatano che si tratta proprio del loro figlio. Subito lo scuotono e gli urlano di svegliarsi: occorrono alcuni minuti perché Pellicer si risvegli da un sonno molto profondo e racconti di aver sognato che si trovava nel santuario del Pilar e stava ungendosi la gamba con l'olio benedetto, come molte volte aveva fatto. Tutti e tre sono subito concordi che la ricomparsa della gamba si deve certamente all'intercessione della Vergine del Pilar.
La notizia del fatto si sparge immediatamente per Calanda: la mattina seguente il giudice del paese, assistito da due chirurghi, esamina Pellicer e stende un rapporto che invia subito ai suoi superiori. Il 1º aprile, domenica delle Palme, si reca sul posto don Marco Seguer, parroco di Mazaleón, paese distante una cinquantina di chilometri, accompagnato dal notaio reale Miguel Andréu: quest'ultimo stende un rogito nel quale verbalizza la testimonianza giurata di dieci persone.
Il 25 aprile Pellicer e i suoi genitori si recano in pellegrinaggio a Saragozza, per ringraziare la Madonna del Pilar, e anche qui il giovane viene visto da numerosissime persone che lo avevano visto prima con una gamba sola: su richiesta delle autorità comunali si apre quindi un'inchiesta formale per accertare la veridicità del fatto. Il processo, presieduto dall'arcivescovo della città, si apre il 5 giugno e dura quasi un anno. Tutte le udienze sono pubbliche e non si registra alcuna voce di dissenso. Vengono verbalizzati ventiquattro testimoni, scelti come i più attendibili tra i moltissimi che hanno conosciuto Pellicer, sia a Calanda che a Saragozza.
Il 27 aprile 1641, l'arcivescovo di Saragozza emana la sentenza, con la quale riconosce ufficialmente l'autenticità del miracolo. Alla fine di quell'anno Pellicer viene invitato anche alla corte di Madrid: il re Filippo IV si inginocchia davanti a lui e bacia la gamba miracolata.
Una circostanza singolare che emerge dai resoconti è che la gamba ricomparsa appariva essere la stessa gamba che era stata amputata due anni e mezzo prima. La si riconosceva infatti da alcuni graffi e cicatrici preesistenti; inoltre all'ospedale di Saragozza si scavò la fossa in cui la gamba tagliata era stata sepolta, e la si trovò vuota.
In appendice Messori riporta il parere di Landino Cugola, primario di chirurgia del Policlinico dell'Università di Verona e specialista in reimpianti d'arto. Cugola ha esaminato attentamente le testimonianze riportate nei verbali del processo, dalle quali risulta che la gamba appena ricomparsa era fredda e dura, le dita del piede contratte, il colorito livido, e Pellicer non vi si poteva ancora appoggiare e doveva camminare con le stampelle; nel giro di alcuni giorni la gamba riprese forza e calore e le dita si distesero. Inoltre la gamba era di alcuni centimetri più corta per la perdita di tessuto osseo causata dalla frattura, ma in circa tre mesi si riallungò fino a riacquistare la lunghezza originaria. Secondo Cugola, tutti questi fatti corrispondono perfettamente al normale decorso post-operatorio di una gamba reimpiantata (la ricrescita dell'osso normalmente viene aiutata mettendo l'arto in trazione; nel caso di Pellicer avvenne spontaneamente).

### I documenti
Nel libro Messori elenca e dettaglia i documenti dell'epoca che a suo giudizio attesterebbero il "miracolo di Calanda". I principali:
- il rogito steso dal notaio Andréu: il documento originale, sfuggito fortunosamente alle distruzioni della guerra civile spagnola, dal 1972 è esposto in una vetrina nell'ufficio del sindaco di Saragozza.
- il verbale del processo di Saragozza: il documento originale, custodito per quasi tre secoli negli archivi del Capitolo di Saragozza, verso il 1930 fu prestato a un monaco benedettino francese, padre Lambert, che lo portò in Francia. Malauguratamente durante la Seconda guerra mondiale il Lambert fu ucciso dai tedeschi e non si sa che sorte abbia avuto il manoscritto. Prima della sua scomparsa, comunque, ne erano state pubblicate ben quattro edizioni a stampa, la prima delle quali, nel 1829, fu autenticata da due notai che ne certificarono l'esatta corrispondenza con il testo originale.
- due copie autenticate del verbale del processo, stese lo stesso giorno dell'originale e firmate e bollate dagli stessi notai (in terminologia giuridica, due transunti notariali): una, conservata negli archivi del comune di Saragozza, bruciò in un incendio nel 1808, durante le guerre napoleoniche. L'altra invece, conservata negli archivi della Cattedrale del Pilar, è tuttora esistente.
- il rapporto del giudice di Calanda, steso la mattina immediatamente dopo il fatto: non ci è pervenuto, ma esistono tracce documentali della sua esistenza.

Altri documenti di minore rilevanza:
- l'atto di battesimo di Miguel Juan Pellicer, il 25 marzo 1617.
- la registrazione del suo ricovero all'ospedale di Valencia.
- un opuscolo commissionato dal Capitolo del Pilar a un frate carmelitano, pubblicato in quello stesso anno 1641.
- un altro libro pubblicato da un medico tedesco nel 1642; il padre gesuita che firmò l'imprimatur vi aggiunse una dichiarazione nella quale affermava di avere personalmente conosciuto il Pellicer prima con una gamba e poi con due.
- il resoconto dell'udienza di Miguel Juan Pellicer alla corte di Madrid.
- numerosi documenti che comprovano l'effettiva esistenza storica di molti dei personaggi della vicenda.

Messori commenta:
(pp. 136-137)

## Critica razionalista
Sergio de Santis, del CICAP, nella sua recensione al libro si domanda come mai, un caso così "clamoroso" di miracolo che pare rispondere così bene all'affermazione di Anatole France sugli ex voto «Vedo tante stampelle, ma nessuna gamba di legno» sia stato completamente dimenticato dalla Chiesa per tre secoli e mezzo affermando che, forse, le prove "granitiche" presentate da Messori non sono poi così solide.
Luigi Garlaschelli, sempre del CICAP, ha avanzato l'ipotesi che Miguel Juan Pellicer fosse un "falso invalido" che nascondeva la gamba tenendola ripiegata dietro la coscia; scoperto dal soldato che dormiva in casa, avrebbe inscenato il miracolo per non dover ammettere l'inganno. A sostegno Garlaschelli riporta le prime parole di Pellicer "miracolato" che furono "Padre mio, perdonatemi" invece di un più spontaneo "Miracolo! Miracolo!". La situazione poi sarebbe sfuggita di mano alla famiglia che, una volta diffusasi la voce del miracolo con l'arrivo di testimoni e di incaricati della Santa Inquisizione ha dovuto continuare sulla stessa linea per non essere a sua volta condannata per frode. Questa ipotesi richiede che i chirurghi e gli infermieri dell'ospedale di Saragozza che eseguirono l'amputazione e che testimoniarono al processo abbiano confuso Pellicer con qualcun altro: Garlaschelli sostiene che in un grande ospedale, con moltissimi pazienti ricoverati ogni giorno, è improbabile che i sanitari, dopo oltre due anni, si ricordassero di un paziente fra tanti inoltre fa notare come Pellicer non si sia mai fatto vedere a Calanda con la gamba fratturata, ma pur dovendosi spostare tra Valencia e Saragozza e trovandosi Calanda lungo la strada ha preferito passare per Teruel. A sostegno dice anche che la gamba "riattaccata", nei primi giorni, appariva come "magra, contratta, bluastra" proprio come se atrofizzata per un lungo inutilizzo.
Un'altra ipotesi è quella dello scambio di persona, per cui Miguel Juan Pellicer sarebbe stato sostituito da una persona a lui somigliante: Garlaschelli suggerisce che potesse trattarsi di uno dei suoi fratelli anche se, come precisa Messori, nessuno era gemello. Negli atti del processo comunque non viene citato nessuno dei sette fratelli di Pellicer, ma solo una sorella.

## Edizioni
- Vittorio Messori, Il miracolo, Rizzoli, 1998,  p. 253, ISBN 88-17-85997-4.
- Vittorio Messori, Il miracolo, Biblioteca Universale Rizzoli[4], 2000,  p. 272, ISBN 88-17-25871-7.

- (ES) Vittorio Messori, El gran milagro, Planeta, 1999. ISBN 978-84-08-03211-3